# Achatinoidea
Super-famille
Les Achatinoidea sont une super-famille d'escargots géants d'Afrique.

## Liste des familles
Selon BioLib (20 janvier 2019) :
- famille des Achatinidae
- famille des Ferussaciidae Bourguignat, 1883
- famille des Micractaeonidae
- famille des Subulinidae

Selon Catalogue of Life (20 janvier 2019) :
- famille des Achatinidae
- famille des Aillyidae
- famille des Ferussaciidae
- famille des Micractaeonidae
- famille des Subulinidae †

Selon Paleobiology Database (20 janvier 2019) :
- famille des Achatinidae
- famille des Ferussaciidae
- famille des Subulinidae

Selon World Register of Marine Species (20 janvier 2019) :
- famille des Achatinidae Swainson, 1840
- famille des Aillyidae H.B. Baker, 1955
- famille des Ferussaciidae Bourguignat, 1883
- famille des Micractaeonidae Schileyko, 1999